# Partecipanti ai Campionati europei di ciclismo su strada 2022 - Gara in linea maschile Elite
Elenco dei partecipanti ai Campionati europei di ciclismo su strada 2022 - Gara in linea maschile Elite.
La Gara in linea maschile Elitè ai Campionati europei di ciclismo su strada 2022 è stata la settima edizione della corsa. 
Accreditati alla partenza 142 ciclisti.

## Corridori per squadra
Nota: R ritirato, NP non partito, FT fuori tempo, SQ squalificato
| Belgio             | Belgio                | Belgio             | Slovenia             | Slovenia              | Slovenia             | Francia     | Francia            | Francia     |
| ------------------ | --------------------- | ------------------ | -------------------- | --------------------- | -------------------- | ----------- | ------------------ | ----------- |
| N°                 | Ciclista              | Clas.              | N°                   | Ciclista              | Clas.                | N°          | Ciclista           | Clas.       |
| 1                  | Dries De Bondt        |                    | 8                    | Tilen Finkšt          |                      | 16          | Rudy Barbier       |             |
| 2                  | Aimé De Gendt         |                    | 9                    | Aljaž Jarc            |                      | 17          | Thomas Boudat      |             |
| 3                  | Rune Herregodts       |                    | 10                   | Luka Mezgec           |                      | 18          | Bryan Coquard      |             |
| 4                  | Tim Merlier           |                    | 11                   | Domen Novak           |                      | 19          | Arnaud Démare      |             |
| 5                  | Edward Theuns         |                    | 12                   | David Per             |                      | 20          | Dorian Godon       |             |
| 6                  | Dries Van Gestel      |                    | 13                   | Jaka Primožič         |                      | 21          | Hugo Hofstetter    |             |
| 7                  | Bert Van Lerberghe    |                    | 14                   | Jan Tratnik           |                      | 22          | Jérémy Lecroq      |             |
|                    |                       |                    | 15                   | Matic Žumer           |                      | 23          | Clément Russo      |             |
| Olanda             | Olanda                | Olanda             | Spagna               | Spagna                | Spagna               | Italia      | Italia             | Italia      |
| N°                 | Ciclista              | Clas.              | N°                   | Ciclista              | Clas.                | N°          | Ciclista           | Clas.       |
| 24                 | Nils Eekhoff          |                    | 32                   | Jorge Arcas           |                      | 40          | Filippo Baroncini  |             |
| 25                 | Daan Hoole            |                    | 33                   | Iván García Cortina   |                      | 41          | Alberto Dainese    |             |
| 26                 | Fabio Jakobsen        |                    | 34                   | David Gonzalez        |                      | 42          | Filippo Ganna      |             |
| 27                 | Jan Maas              |                    | 35                   | Oier Lazkano          |                      | 43          | Jacopo Guarnieri   |             |
| 28                 | Elmar Reinders        |                    | 36                   | Manuel Peñalver       |                      | 44          | Jonathan Milan     |             |
| 29                 | Jos van Emden         |                    | 37                   | Jon Aberasturi        |                      | 45          | Luca Mozzato       |             |
| 30                 | Boy van Poppel        |                    | 38                   | Jonathan Lastra       |                      | 46          | Matteo Trentin     |             |
| 31                 | Danny van Poppel      |                    | 39                   | Xabier Azparren       |                      | 47          | Elia Viviani       |             |
| Danimarca          | Danimarca             | Danimarca          | Svizzera             | Svizzera              | Svizzera             | Norvegia    | Norvegia           | Norvegia    |
| N°                 | Ciclista              | Clas.              | N°                   | Ciclista              | Clas.                | N°          | Ciclista           | Clas.       |
| 48                 | Mikkel Bjerg          |                    | 56                   | Stefan Bissegger      |                      | 63          | Jonas Abrahamsen   |             |
| 49                 | Lasse Norman Leth     |                    | 57                   | Tom Bohli             |                      | 64          | Alexander Kristoff |             |
| 50                 | Mikkel Honoré         |                    | 58                   | Silvan Dillier        |                      | 65          | Anders Skaarseth   |             |
| 51                 | Mathias Norsgaard     |                    | 59                   | Lukas Rüegg           |                      | 66          | Rasmus Tiller      |             |
| 52                 | Michael Mørkøv        |                    | 60                   | Michael Schär         |                      | 67          | Syver Wærsted      |             |
| 53                 | Mads Pedersen         |                    | 61                   | Reto Hollenstein      |                      |             |                    |             |
| 54                 | Johan Price-Pejtersen |                    | 62                   | Simon Pellaud         |                      |             |                    |             |
| 55                 | Frederik Wandahl      |                    |                      |                       |                      |             |                    |             |
| Germania           | Germania              | Germania           | Polonia              | Polonia               | Polonia              | Portogallo  | Portogallo         | Portogallo  |
| N°                 | Ciclista              | Clas.              | N°                   | Ciclista              | Clas.                | N°          | Ciclista           | Clas.       |
| 68                 | Pascal Ackermann      |                    | 76                   | Stanisław Aniołkowski |                      | 83          | Rui Oliveira       |             |
| 69                 | Phil Bauhaus          |                    | 77                   | Alan Banaszek         |                      |             |                    |             |
| 70                 | John Degenkolb        |                    | 78                   | Norbert Banaszek      |                      |             |                    |             |
| 71                 | Nico Denz             |                    | 79                   | Cesare Benedetti      |                      |             |                    |             |
| 72                 | Roger Kluge           |                    | 80                   | Maciej Bodnar         |                      |             |                    |             |
| 73                 | Alexander Krieger     |                    | 81                   | Jakub Kaczmarek       |                      |             |                    |             |
| 74                 | Nils Politt           |                    | 82                   | Filip Maciejuk        |                      |             |                    |             |
| 75                 | Michael Schwarzmann   |                    |                      |                       |                      |             |                    |             |
| Austria            | Austria               | Austria            | Cechia               | Cechia                | Cechia               | Irlanda     | Irlanda            | Irlanda     |
| N°                 | Ciclista              | Clas.              | N°                   | Ciclista              | Clas.                | N°          | Ciclista           | Clas.       |
| 84                 | Tobias Bayer          |                    | 90                   | Jan Bárta             |                      | 96          | Sam Bennett        |             |
| 85                 | Patrick Gamper        |                    | 91                   | Tomáš Bárta           |                      | 97          | Eddie Dunbar       |             |
| 86                 | Marco Haller          |                    | 92                   | Dominik Neuman        |                      | 98          | Ryan Mullen        |             |
| 87                 | Patrick Konrad        |                    | 93                   | Jakub Otruba          |                      | 99          | Matthew Teggart    |             |
| 88                 | Lukas Pöstlberger     |                    | 94                   | Zdeněk Štybar         |                      | 100         | Rory Townsend      |             |
| 89                 | Sebastian Schönberger |                    | 95                   | Adam Ťoupalík         |                      |             |                    |             |
| Estonia            | Estonia               | Estonia            | Ungheria             | Ungheria              | Ungheria             | Lussemburgo | Lussemburgo        | Lussemburgo |
| N°                 | Ciclista              | Clas.              | N°                   | Ciclista              | Clas.                | N°          | Ciclista           | Clas.       |
| 102                | Tanel Kangert         |                    | 107                  | Márton Dina           |                      | 109         | Colin Heiderscheid |             |
| 103                | Martin Laas           |                    | 108                  | Barnabás Peák         |                      | 110         | Cédric Pries       |             |
| 104                | Karl Patrick Lauk     |                    |                      |                       |                      |             |                    |             |
| 105                | Oskar Nisu            |                    |                      |                       |                      |             |                    |             |
| 106                | Norman Vahtra         |                    |                      |                       |                      |             |                    |             |
| Slovacchia         | Slovacchia            | Slovacchia         | Lettonia             | Lettonia              | Lettonia             | Svezia      | Svezia             | Svezia      |
| N°                 | Ciclista              | Clas.              | N°                   | Ciclista              | Clas.                | N°          | Ciclista           | Clas.       |
| 111                | Erik Baška            |                    | 117                  | Emīls Liepiņš         |                      | 120         | Tobias Ludvigsson  |             |
| 112                | Marek Čanecký         |                    | 118                  | Mārtiņš Pluto         |                      |             |                    |             |
| 113                | Adam Foltán           |                    | 119                  | Toms Skujiņš          |                      |             |                    |             |
| 114                | Dávid Kaško           |                    |                      |                       |                      |             |                    |             |
| 115                | Andrej Liska          |                    |                      |                       |                      |             |                    |             |
| 116                | Matúš Štoček          |                    |                      |                       |                      |             |                    |             |
| Romania            | Romania               | Romania            | Lituania             | Lituania              | Lituania             | Grecia      | Grecia             | Grecia      |
| N°                 | Ciclista              | Clas.              | N°                   | Ciclista              | Clas.                | N°          | Ciclista           | Clas.       |
| 121                | Eduard Michael Grosu  |                    | 122                  | Mantas Januškevicius  |                      | 126         | Geórgios Boúglas   |             |
|                    |                       |                    | 123                  | Ignatas Konovalovas   |                      | 127         | Panagiotis Cheller |             |
| 124                | Venantas Lašinis      |                    | 128                  | Periklis Ilias        |                      |             |                    |             |
| 125                | Evaldas Šiškevičius   |                    |                      |                       |                      |             |                    |             |
| Israele            | Israele               | Israele            | Croazia              | Croazia               | Croazia              | Albania     | Albania            | Albania     |
| N°                 | Ciclista              | Clas.              | N°                   | Ciclista              | Clas.                | N°          | Ciclista           | Clas.       |
| 129                | Yuval Ben Moshe       |                    | 131                  | Viktor Potočki        |                      | 132         | Marolino Hoxha     |             |
| 130                | Itamar Einhorn        |                    |                      |                       |                      | 133         | Ylber Sefa         |             |
|                    |                       |                    | 134                  | Olsian Velia          |                      |             |                    |             |
| Macedonia del Nord | Macedonia del Nord    | Macedonia del Nord | Kosovo               | Kosovo                | Kosovo               | Islanda     | Islanda            | Islanda     |
| N°                 | Ciclista              | Clas.              | N°                   | Ciclista              | Clas.                | N°          | Ciclista           | Clas.       |
| 135                | Andrej Petrovski      |                    | 137                  | Alban Delija          |                      | 139         | Ingvar Ómarsson    |             |
| 136                | Stefan Petrovski      |                    | 138                  | Blerton Nuha          |                      |             |                    |             |
| Montenegro         | Montenegro            | Montenegro         | Bosnia ed Erzegovina | Bosnia ed Erzegovina  | Bosnia ed Erzegovina | Armenia     | Armenia            | Armenia     |
| N°                 | Ciclista              | Clas.              | N°                   | Ciclista              | Clas.                | N°          | Ciclista           | Clas.       |
| 140                | Goran Cerović         |                    | 141                  | Vedad Karić           |                      | 142         | Stepan Grigoryan   |             |